# ピル治験女性バラバラ殺人事件
ピル治験女性バラバラ殺人事件（ピルちけんじょせいバラバラさつじんじけん）は、1986年、ピルの治験ツアーに参加した日本人女性が殺害された事件である。捜査機関の努力も実らず捜査は難航し、未解決事件となっている。

## 事件の経過
1986年10月31日、デンマークのコペンハーゲン港で昼食を取っていたタクシーの運転手が、海面に漂っていた黒いプラスティック製のバッグを発見した。中身を調べると人間の下半身や脚の一部が詰められていた。デンマーク警察はフロッグマンも投入し、港とその周辺の海中を徹底して捜索、11月7日までに約1.5km離れた海底から同じくバッグに詰められていた頭部や腕の部分も発見したことで全体が揃った。デンマーク警察がアジア系と見られる遺体の歯形や血液型などの特徴をICPOを通じて各国に手配すると、翌年6月に日本の警察庁が遺体とよく似た特徴を持った女性を見出した。現地から取り寄せた指紋をその女性のものと照合した結果一致したために、急遽日本警察も捜査に協力することになったのである。女性は当時、東京都葛飾区東新小岩に居住していた22歳の無職女性で、海外のピル治験ツアーに参加して事件に巻き込まれた。
被害者の参加したピル治験ツアーとは、西ドイツ（当時）のフライブルクに本社を置く、製薬会社による治験の代行を業務とする臨床薬理試験の受託会社が、東京に設立した子会社を通じて大阪の旅行会社と提携、国内でピルを販売するための治験データを集めるために募集したものであった。参加者は被害者を含めた22歳から30歳までの女性5名で、内容は同社が開発したピルの新薬を服用し、血中のホルモン分泌状態を検査するなどしてデータを収集することにあった。事前の説明会では治験に関する詳しい説明を施して、治験によって何らかの問題が起きた際の同意書も取り付けていたという。拘束期間は約4ヶ月にも及ぶが、その間の渡航費は会社が受け持ち、さらに手当として1日約1万円が支給され、なおかつ現地のドイツ語学校で学習の機会を得る特典も伴っていた。
一行は1986年5月20日に成田空港を出発して、6月9日から9月12日までフライブルク市内にあるホテルに滞在しながら治験要員として過ごした。治験終了後、他の4名の女性は被害者と別れてヨーロッパ各地を旅して回り、10月に帰国している。一方、被害者は9月17日にイタリアへ入国してローマやヴェネツィア、26日にアムステルダム、27日にコペンハーゲン、29日にストックホルム、30日にオスロ、10月3日に再びストックホルムとヨーロッパ各地を旅して回った。10月4日にヘルシンキに入り、そこで｢これからコペンハーゲン経由で南ヨーロッパに旅行する｣と実家に手紙を送ったのを最後に足取りが途絶えた。現地の警察当局によれば、10月8日から15日の間に何者かによって窒息死させられたと見られている。暴行を受けた形跡はなく、血液中から毒物や薬物の反応も出なかった。
なお、被害者は都立高校を卒業後に千葉市内の短大に入学するも、1983年6月に中退した。その後は家族とともに生活しながら、人材派遣会社の斡旋でセールスのアルバイトなどに携わっていた。また、このピル治験ツアーに参加する前の1985年12月から1986年1月まで、単独で韓国を旅行していた。帰国後も家出同然で関西方面を周遊しており、このツアーに参加することも西ドイツへの出発直前、成田空港へ向かうバスの中で、実家に手紙を書いて知らせただけだった。

## ピル治験の背景
当時は数年以内に日本国内でピルが販売される情勢にあると見られていたため、日本国内外の製薬会社が開発競争に鎬を削っていた時期でもあった。この治験ツアーを企画した西ドイツの会社も、国内販売に参入するために日本人女性のデータが必要になったという。
しかし当時の厚生省によれば、ピルに限らず輸入用の新薬製造承認申請の審査基準においては、「国内で」日本人女性を対象にした治験データが必要であり、海外での日本人女性の治験データは審査対象とはならず、必ずしも必要としない点を指摘した。厚生省の薬務局捜査一課は、このケースは違法ではないとしながらも、「海外の製薬会社が治験を行う場合は、国内の大手製薬会社や大学に依頼するのが通常であり、日本の女性をわざわざ海外に連れ出すなど、いまだかつて聞いたことがない」と述べた。さらに業界関係者なども、「なぜ多額の費用をかけてまで治験ツアーを行うのかよくわからない」と訝しげに語った。
一方で、この事件が起こる以前の1984年頃から日本国内の一部業者が口コミで大学生などを対象に治験ツアーを募り、西ドイツに学生を定期的に派遣していたという話もある。それを裏付けるかのように、西ドイツの製薬会社側の説明によれば、以前から日本の製薬会社の依頼を受けて頻繁に新薬の治験を行っていたとしている。今回の一件に関しては、この当時国内でピルを対象にした治験が認可されていなかったために、その規制を逃れるために依頼したとも見られている。
なお、このような治験ツアーに参加した女性は、一部のマスメディアから『じゃぱゆきさん』ならぬ「薬ゆきさん」と揶揄されることにもなった。

## 類似の事件
西ドイツのフライブルク警察は、この治験ツアーを企画した臨床薬理試験の受託会社が以前募集した治験に参加した、国籍不詳の若い外国人女性2名が、1982年と1985年にそれぞれ殺害されてフライブルク市内で今回のようにバラバラ死体となって発見されていたことを明らかにした。なお、当時の西ドイツにおいて治験は大学生などのアルバイトとして普及しており、現地に留学している日本の留学生も参加することがあったという。この会社には200名以上の大学生が登録しており、同じ人物が何度も治験を受けることもあった。加えて、治験行為は薬事法の規制対象外だったこともあり、責任の所在が曖昧な状態だった。フライブルク警察当局は、一連の事件における被害者がいずれもピル治験者であり、殺害方法も酷似している点から、同一犯による犯行との見方を強めて、同社と何らかの関わりがある変質者か、治験を巡るトラブルによって引き起こされた謀殺の両面を考慮した上で捜査に乗り出すことになった。さらにヴィースバーデンにある西ドイツICPOも、ヨーロッパを舞台にした広域連続殺人事件の疑いで、警察庁やデンマークの警察当局など関係各国に捜査協力を要請した。
これに対して会社側は、「被害にあった日本人女性が治験を受けていたのは事実だが、治験終了後はいかなる形の接触も持っていない。他の2名の被害女性に関しては治験を受けた事実はない。したがって、一連の事件は当社と一切無関係である」との声明を出し、疑惑を全面否定した。
結局、捜査機関の努力も実らず、事件は現在も未解決である。なお、2017年8月にコペンハーゲンから南に約50キロ離れた海岸で、デンマーク人発明家のピーター・マドセンが建造した潜水艇「UC3 ノーチラス号」に乗った後に行方不明となっていたスウェーデン人の女性ジャーナリストの胴体が見つかった事件(スウェーデン人女性ジャーナリストバラバラ殺人事件)で、同乗していたマドセンが容疑者として逮捕された。コペンハーゲンの警察はこの事件との類似性に鑑み、1986年に同じコペンハーゲンでバラバラ死体で発見されたピル治験女性の再調査に乗り出した。